# Diocèse de Digne
Le diocèse de Digne est un ancien diocèse français dans la province ecclésiastique d'Embrun supprimé en 1790. Il est remplacé par le diocèse de Digne, Riez et Sisteron.